# Steve Biko

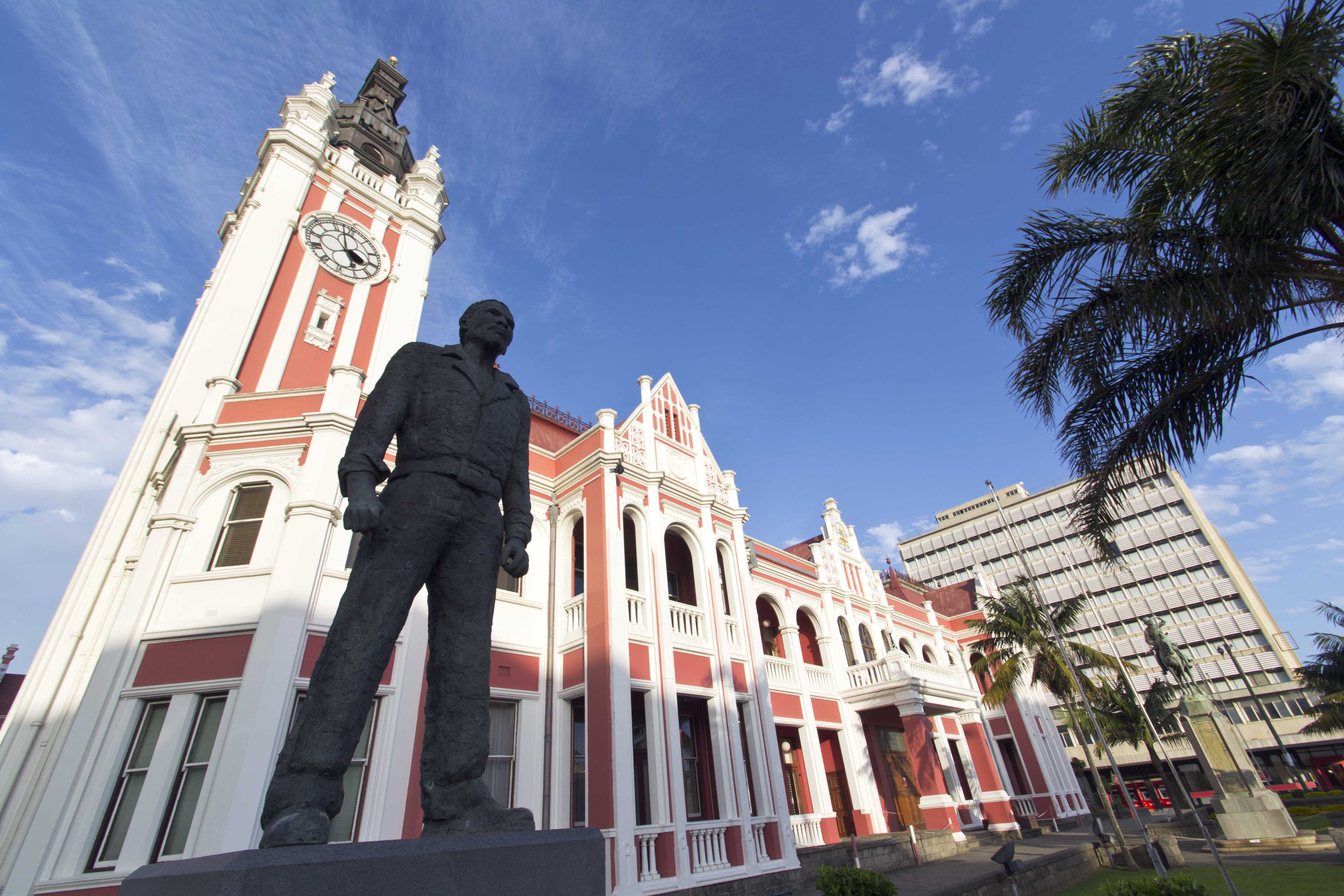
Estàtua de Steve Biko davant de l'ajuntament d'East London.

Steve Biko o Stephen Bantu Biko (Ciutat del Rei Guillem (Qonce), Província del Cap, Sud-àfrica, 1946 - 12 de setembre de 1977), activista sud-africà anti-apartheid. Ideològicament un nacionalista africà i socialista africà, va estar al capdavant d'una campanya popular contra l'apartheid coneguda com el Moviment de la consciència negra a finals de la dècada de 1960 i 1970. Les seves idees es van articular en una sèrie d'articles publicats sota el pseudònim Frank Talk.
Criat en una família pobra de Xhosa, Biko va créixer al municipi de Ginsberg al Cap Oriental. El 1966, va començar a estudiar medicina a la Universitat de Natal, on es va unir a la Unió Nacional d'Estudiants Sud-africans (NUSAS). Fortament oposat al sistema d'apartheid de segregació racial i govern de les minories blanques a Sud-àfrica, Biko es va frustrar perquè NUSAS i altres grups anti-apartheid estiguessin dominats pels liberals blancs, més que pels negres que estaven més afectats per l'apartheid. Creia que els liberals blancs ben intencionats no van poder comprendre l'experiència negra i sovint actuaven de manera paternalista. Va desenvolupar l'opinió que per evitar la dominació blanca, els negres s'havien d'organitzar de manera independent, i amb aquesta finalitat es va convertir en una figura destacada en la creació de l'Organització d'Estudiants Sud-africans (SASO) el 1968. La pertinença estava oberta només als «negres», un terme que Biko va utilitzar per referir-se no només als africans de parla bantú, sinó també als de color i als indis. Va tenir cura de mantenir el seu moviment independent dels liberals blancs, però es va oposar a l'odi antiblanc i tenia amics blancs. El govern de la minoria blanca del l Partit Nacional va donar suport inicialment, veient la creació de SASO com una victòria per a l'ethos del separatisme racial de l'apartheid.
Influenciats pel filòsof martinicà Frantz Fanon i el moviment afroamericà Black Power, Biko i els seus compatriotes van desenvolupar la consciència negra com a ideologia oficial de SASO. El moviment va fer campanya per la fi de l'apartheid i la transició de Sud-àfrica cap al sufragi universal i una economia socialista. Va organitzar programes dins de la comunitat negra (BCP) i es va centrar en l'empoderament psicològic de les persones negres. Biko creia que els negres havien de desfer-se de qualsevol sentiment d'inferioritat racial, una idea que va expressar popularitzant l'eslògan «el negre és bell». El 1972, va participar en la fundació la Convenció del Poble Negre (BPC) per promoure les idees de la consciència negra entre la població en general. El govern va arribar a veure Biko com una amenaça subversiva i va emetre una ordre de prohibició el 1973, restringint severament les seves activitats. Es va mantenir políticament actiu, ajudant a organitzar BCP com un centre sanitari i una llar d'infants a la zona de Ginsberg. Durant la seva prohibició va rebre repetides amenaces anònimes, i va ser detingut pels serveis de seguretat de l'Estat en diverses ocasions. Després de la seva detenció l'agost de 1977, Biko va ser assassinat a cops per agents de seguretat de l'estat. Més de 20.000 persones van anar al seu funeral.
La fama de Biko es va estendre pòstumament. Es va convertir en objecte de nombroses cançons i obres d'art, mentre que una biografia de 1978 del seu amic Donald Woods va formar la base per a la pel·lícula de 1987 Cry Freedom. Durant la vida de Biko, el govern va al·legar que odiava els blancs, uns quants activistes contra l'apartheid el van acusar de sexisme i els nacionalistes racials africans van criticar el seu front únic amb els coloristes i els indis. No obstant això, Biko es va convertir en una de les primeres icones del moviment contra l'apartheid, i és considerat com un màrtir polític i el «Pare de la Consciència Negra». El seu llegat polític continua sent discutible.

## Biografia

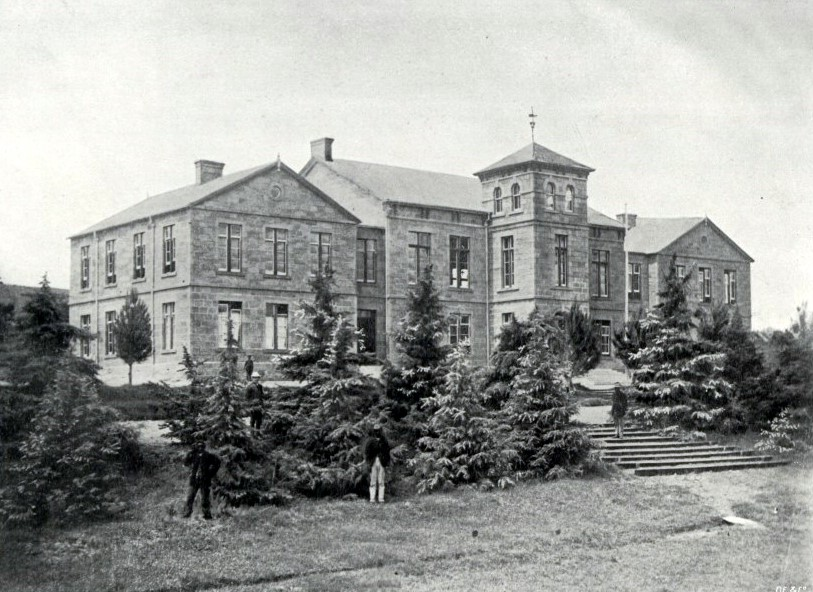
Biko es va educar breument a l'internat de Lovedale a Alice.

Bantu Stephen Biko va néixer el 18 de desembre de 1946, a la casa de la seva àvia a Tarkastad, Eastern Cape. Va ser el tercer fill de Mzingaye Mathew Biko i Alice 'Mamcete' Biko; va tenir una germana gran, Bukelwa, un germà gran, Khaya, i una germana menor, Nobandile. Els seus pares s'havien casat a Whittlesea, on el seu pare treballava com a agent de policia. Mzingaye va ser traslladat a Queenstown, Port Elizabeth, Fort Cox i finalment a King William's Town, on ell i Alice es van establir al municipi de Ginsberg. Es tractava d'un assentament d'unes 800 famílies, cada quatre famílies compartint un subministrament d'aigua i un lavabo. Tant els africans com la gent de color vivien al municipi, on es parlava el xhosa, l'afrikaans i l'anglès. Després de renunciar a la policia, Mzingaye va treballar com a empleat a l'Oficina d'Afers Natius de la ciutat del rei Guillem, mentre estudiava per a un grau de dret per correspondència a la Universitat de Sud-àfrica. Alice va ser contractada primer en el treball domèstic per a les llars blanques locals, després com a cuinera a l'Hospital Grey de King William's Town. Segons la seva germana, va ser aquesta observació de les difícils condicions laborals de la seva mare la que va donar lloc a la primera politització de Biko.
El nom de pila de Biko Bantu significa gent en IsiXhosa; Biko ho va interpretar en termes de la dita Umntu ngumntu ngabantu ('una persona és una persona per mitjà d'altres persones'). De petit va rebre el sobrenom de Goofy i Xwaku-Xwaku, aquest últim una referència a la seva aparença descuidada. Va ser criat en la fe cristiana anglicana de la seva família. L'any 1950, quan Biko tenia quatre anys, el seu pare es va emmalaltir, va ser hospitalitzat a l'Hospital St. Matthew's, Keiskammahoek, i va morir, fent que la família depengués dels ingressos de la seva mare.
Biko va passar dos anys a l'escola primària de St. Andrews i quatre a l'escola primària superior Charles Morgan, tots dos a Ginsberg. Considerat com un alumne especialment intel·ligent, se li va permetre saltar un any. El 1963 es va traslladar a l'escola secundària Forbes Grant del municipi. Biko va excel·lir en matemàtiques i anglès i va superar la classe als exàmens. El 1964 la comunitat de Ginsberg li va oferir una beca per unir-se al seu germà Khaya com a estudiant a Lovedale, un prestigiós internat a Alice, Eastern Cape. Al cap de tres mesos de l'arribada d'Steve, Khaya va ser acusat de tenir connexions amb Poqo, el braç armat del Congrés Panafricanista (PAC), un grup nacionalista africà que el govern havia prohibit. Tant Khaya com Steve van ser arrestats i interrogats per la policia; el primer va ser condemnat, després absolt en apel·lació. No es va presentar cap evidència clara de la connexió d'Steve amb Poqo, però va ser expulsat de Lovedale. Comentant més tard aquesta situació, va afirmar: «Vaig començar a desenvolupar una actitud molt més dirigida a l'autoritat que a qualsevol altra cosa. Odiava l'autoritat com l'infern».
De 1964 a 1965, Biko va estudiar al St. Francis College, un internat catòlic a Mariannhill, Natal. La universitat tenia una cultura política liberal i Biko hi va desenvolupar la seva consciència política. Es va interessar especialment en la substitució del govern de la minoria blanca de Sud-àfrica per una administració que representés la majoria negra del país. Entre els líders anticolonialistes que es van convertir en herois de Biko en aquesta època es trobaven l'algerià Ahmed Ben Bella i el kenià Jaramogi Oginga Odinga. Més tard va dir que la majoria dels polítics de la seva família simpatitzaven amb el PAC, que tenia idees anticomunistes i racistes africanes. Biko va admirar el que va descriure com la terriblement bona organització del PAC i el coratge de molts dels seus membres, però no va estar convençut pel seu enfocament d'exclusió racial, creient que els membres de tots els grups racials haurien d'unir-se contra el govern. El desembre de 1964, va viatjar a Zwelitsha per a la cerimònia de la circumcisió ulwaluko, que va marcar simbòlicament la seva transició de la infància a la maduresa.

### Activisme dels primers anys d'estudiant: 1966–1968
En Biko inicialment estava interessat a estudiar dret a la universitat, però molts dels que l'envolten ho van desanimar, creient que el dret estava massa lligat a l'activisme polític. En canvi, el van convèncer per triar la medicina, una assignatura que es pensava que tenia millors perspectives de carrera. Va aconseguir una beca i el 1966 va entrar a la Facultat de Medicina de la Universitat de Natal. Allà, es va unir al que la seva biògrafa Xolela Mangcu va anomenar un grup d'estudiants peculiarment sofisticats i cosmopolites de tota Sud-àfrica; molts d'ells van ocupar més tard papers destacats en l'era posterior a l'apartheid. El final dels anys 60 va ser el moment àlgid de la política estudiantil radical a tot el món, com es reflecteix en les protestes de 1968, i Biko estava ansiós per implicar-se en aquest entorn. Poc després d'arribar a la universitat, va ser elegit membre del Consell Representatiu d'Estudiants (SRC).
L'any 1966 va anar a la Universitat de Natal a estudiar medicina. El 1968 va arribar a ser fundador i President de la South African Students' Organisation (SASO), després d'estar involucrat en les activitats de la National Union of South African Students (NUSAS) que es considerava que estava controlada per liberals i pacifistes. SASO va ser una de les primeres organitzacions de la Consciència Negra que van emergir. Va definir el negre de manera diferent com ho havia fet l'ANC de Nelson Mandela (fins al voltant de 1965), ja que incloïa no només als africans (negres), sinó també les races barrejades, els mulats i indis, en aquell moment, tots aquests designats com no blancs per l'estat de l'apartheid.

### Fundació de l'Organització d'Estudiants Sud-africans: 1968–1972
Després de la conferència NUSAS de 1968 a Johannesburg, molts dels seus membres van anar a una conferència de juliol de 1968 del Moviment Cristià Universitari a Stutterheim. Allà, els membres negres africans van decidir celebrar una conferència de desembre per discutir la formació d'un grup independent d'estudiants negres. L'Organització d'Estudiants Sud-africans (SASO) va ser llançada oficialment en una conferència de juliol de 1969 a la Universitat del Nord; allà es va adoptar la constitució del grup i la plataforma política bàsica. El grup es va centrar en la necessitat de contacte entre els centres d'activitat d'estudiants negres, fins i tot mitjançant l'esport, les activitats culturals i les competicions de debat. Encara que Biko va tenir un paper important en la creació de SASO, va buscar un perfil públic baix durant les seves primeres etapes, creient que això reforçaria el seu segon nivell de lideratge, com el seu aliat Barney Pityana. No obstant això, va ser elegit primer president de la SASO; Pat Matshaka va ser escollit vicepresident i Wuila Mashalaba va ser elegit secretari. Durban es va convertir en la seva seu de facto.
Després va fundar i va treballar en el Programa de la Comunitat Negra, a Durban, per al desenvolupament polític i socioeconòmic dels germans de la comunitat negra de Sud-àfrica i estimular, d'aquesta manera les accions positives per a l'acte-emancipació del judici de l'apartheid. El 1972, Biko va ser nomenat president honorari de la Black People's Convention.
Entre els projectes d'aquest programa que va començar el 1972, hi havia la publicació de la Revista Negra, un esforç per analitzar les tendències dels corrents polítics, i de la qual Biko va arribar a ser l'editor. El febrer de 1973 la revista va ser censurada i el mateix Biko va quedar en arrest domiciliari, i li fou prohibit participar en cap activitat de cap organització i hom el bandejà de King William's Town durant cinc anys.
Aquests actes de violència estatal només van augmentar la lluita emancipatòria de Biko. Continuà treballant en la sucursal de la Comunitat Negra de la Ciutat del Rei Guillem, i va començar a estudiar dret, per correu. El desembre de 1975 les seves prohibicions van augmentar i, fins i tot, hom li va impedir treballar en el programa comunal.
El 1975 va fundar el Zimele Trust Fund, per a ajudar els presos polítics i els seus familiars. També el Ginsberg Educational Trust per a ajudar els estudiants víctimes de la persecució.
El 1976 va ser triat secretari general d'aquesta organització. En el mateix any, la Black People's Convention (BPC) va efectuar el seu congrés a Durban a la qual Biko no va poder concórrer.

## Massacre d'estudiants de Soweto
El juny de 1976 va ocórrer la massacre d'estudiants de Soweto i els líders de Soweto van demanar al Govern de Sud-àfrica que negociés el futur del país amb Nelson Mandela, Roberto Sobukwe i Steve Biko. Steve Biko es va convertir en un símbol del moviment negre.

## Mort
Va morir en detenció policial el 12 de setembre de 1977. Va ser empresonat amb càrrecs de terrorisme. El ministre de Policia sud-africà va anunciar que havia mort després d'una vaga de fam de set dies. Després d'aquesta declaració, es van produir disturbis on alguns estudiants van morir a les protestes. Al funeral de Biko hi van acudir 15.000 persones, entre dignataris estrangers, diplomàtics africans i uns 13 diplomàtics occidentals. Els governs de Ghana i Lesotho van publicar declaracions oficials d'indignació. La policia sud-africana havia subestimat clarament les possibles conseqüències de la seva mort, i va sorgir un moviment global que reclamava justícia per a Biko.

## Homenatge pòstum
El maig de 1980 el músic britànic Peter Gabriel va publicar el seu tercer disc com a solista el qual conté una cançó titulada «Biko», en memòria del líder sud-africà. Aquesta cançó també va ser enregistrada per Joan Baez l'any 1987, Simple Minds el 1989, Manu Dibango el 1994, Ray Wilson (diverses versions el 2001, 2005 i 2006) i Paul Simon el 2013.
L'any 1987 Richard Attenborough va filmar la pel·lícula Cry Freedom, biografia dramatitzada de la vida i mort de Steve Biko. Al seu torn aquesta pel·lícula està basada en dos llibres escrits pel periodista sud-africà Donald Woods, Asking for Troubles i Biko.

## Llegat

### Influència
Biko és vist com el pare del Moviment de la Consciència Negra i la primera icona del moviment anti-apartheid. Nelson Mandela el va anomenar l'espurna que va encendre un foc a tot Sud-àfrica, i va afegir que el govern nacionalista havia de matar-lo per allargar la vida de l'apartheid. Obrint una antologia del seu treball el 2008, Manning Marable i Peniel Joseph van escriure que la seva mort havia creat un símbol vívid de resistència negra a l'apartheid que continua inspirant nous activistes negres més d'una dècada després de la transició al govern de la majoria. Johann de Wet, professor d'estudis de comunicació, el va descriure com un dels estrategs i comunicadors polítics més dotats de Sud-àfrica. El 2004 va ser elegit 13è a l'enquesta pública Great South Africans de SABC 3.
Tot i que les idees de Biko no han rebut la mateixa atenció que les de Frantz Fanon,  el 2001 Ahluwalia i Zegeye van escriure que els homes compartien un pedigrí molt similar en els seus interessos en la psicologia filosòfica de la consciència, el seu desig d'una descolonització de la ment, l'alliberament d'Àfrica i en la política del nacionalisme i del socialisme per als desgraciats de la terra. Alguns acadèmics argumenten que el pensament de Biko continua sent rellevant; per exemple, a African Identities el 2015, Isaac Kamola va escriure que la crítica de Biko al liberalisme blanc era rellevant per a situacions com la campanya KONY 2012 dels Objectius de Desenvolupament del Mil·lenni de les Nacions Unides i Invisible Children, Inc.
Woods opinava que Biko havia omplert el buit dins del moviment nacionalista africà del país que va sorgir a finals dels anys 60 després de l'empresonament de Nelson Mandela i la prohibició de Sobukwe. Després de la mort de Biko, el Moviment de la Consciència Negra va disminuir la seva influència a mesura que l'ANC va sorgir com una força ressorgida en la política anti-apartheid. Això va provocar un canvi d'enfocament de l'organització comunitària del BCM a una mobilització de masses més àmplia, incloent-hi intents de seguir la crida de Tambo per fer ingovernable Sud-àfrica, que va implicar una violència creixent i enfrontaments entre grups rivals contra l'apartheid.
Els seguidors de les idees de Biko es van reorganitzar com a Organització Popular d'Azania (AZAPO), que posteriorment es va dividir en el Partit Socialista d'Azània i la Convenció del Poble Negre. Diverses figures associades a l'ANC van denigrar Biko durant la dècada de 1980. Per exemple, membres del Front Democràtic Unit, afiliat a l'ANC, es van reunir davant de la casa de Ginsberg de Biko cridant U-Steve Biko, I-CIA!, una acusació que Biko era un espia de l'Agència Central d'Intel·ligència (CIA) dels Estats Units. Aquestes manifestacions van donar lloc a enfrontaments amb els partidaris de Biko d'AZAPO.
Un any després de la mort de Biko, els seus escrits Frank Talk es van publicar com a col·lecció editada, I Write What I Like. La defensa que Biko va oferir als activistes de la SASO arrestats es va utilitzar com a base per al llibre de 1978 The Testimony of Steve Biko, editat per Millard Arnold. Woods va fugir a Anglaterra aquell any, on va fer campanya contra l'apartheid i va donar a conèixer encara més la vida i la mort de Biko, escrivint molts articles de diaris sobre ell, així com un llibre, Biko (1978), que es va convertir en la pel·lícula de 1987 Cry Freedom de Richard Attenborough, protagonitzada per Denzel Washington com Biko. Molts crítics de cinema i defensors de Black Consciousness estaven preocupats perquè la pel·lícula posava en primer pla personatges blancs com Woods sobre el mateix Biko, però Cry Freedom va portar la vida i l'activisme de Biko a un públic més ampli. Els censors estatals van permetre inicialment el seu llançament a Sud-àfrica, però després de començar a projectar-se als cinemes del país, la policia va confiscar còpies per ordre del comissari general de policia Hendrik de Wit, que va afirmar que augmentaria les tensions i posaria en perill la seguretat pública. El govern sud-africà va prohibir molts llibres sobre Biko, inclosos els d'Arnold i Woods.

### Commemoració
Biko va ser commemorat en diverses obres d'art després de la seva mort. Gerard Sekoto, un artista sud-africà establert a França, va produir Homage to Steve Biko el 1978, i un altre artista sud-africà, Peter Stopforth, va incloure una obra titulada The Interrogators a la seva exposició de 1979. Un tríptic, representava els tres agents de policia implicats en la mort de Biko. Kenya va llançar un segell postal commemoratiu amb la cara de Biko.
La mort de Biko també va inspirar diverses cançons, incloses d'artistes fora de Sud-àfrica com Tom Paxton i Peter Hammill. El cantautor anglès Peter Gabriel va llançar Biko en homenatge, que va ser un senzill d'èxit el 1980, i va ser prohibit a Sud-àfrica poc després. Juntament amb altres músiques contra l'apartheid, la cançó va ajudar a integrar temes contra l'apartheid a la cultura popular occidental. La vida de Biko també es va commemorar a través del teatre. La investigació sobre la seva mort es va dramatitzar com una obra de teatre, The Biko Inquest, representada per primera vegada a Londres el 1978; una actuació de 1984 va ser dirigida per Albert Finney i emesa per televisió. Els activistes contra l'apartheid van utilitzar el nom i la memòria de Biko en les seves protestes; el 1979, un alpinista va pujar a l'agulla de la catedral de Grace a San Francisco per desplegar una pancarta amb els noms de Biko i hi va empresonar el líder del Partit de les Panteres Negres, Geronimo Pratt.
Després del col·lapse de l'apartheid, Woods va recaptar fons per encarregar una estàtua de bronze de Biko a Naomi Jacobson. Es va erigir davant la porta d'entrada de l'ajuntament a l'est de Londres, al cap oriental, davant d'una estàtua que commemorava els soldats britànics morts a la Segona Guerra dels Bòers. Més de 10.000 persones van anar a la inauguració del monument el setembre de 1997. En els mesos següents va ser vandalitzat diverses vegades; en un cas es va tapar amb les lletres AWB, un acrònim de l'Afrikaner Weerstandsbeweging, un grup paramilitar afrikaner d'extrema dreta. El 1997, el cementiri on va ser enterrat Biko va passar a anomenar-se Steve Biko Garden of Remembrance. El Museu District Six també va fer una exposició d'obres d'art commemorant el 20è aniversari de la seva mort examinant el seu llegat.
També el setembre de 1997, la família de Biko va establir la Fundació Steve Biko. [266] La Fundació Ford va donar diners al grup per establir un Steve Biko Center a Ginsberg, obert el 2012. La Fundació va llançar la seva conferència anual Steve Biko Memorial l'any 2000, cadascuna impartida per un destacat intel·lectual negre. El primer orador va ser Njabulo Ndebele; Els parlants posteriors van incloure Zakes Mda, Chinua Achebe, Ngũgĩ wa Thiong'o i Mandela.
Edificis, instituts i espais públics d'arreu del món han rebut el nom de Biko, com ara la Steve Bikoplein d'Amsterdam. El 2008, l'Hospital Acadèmic de Pretòria va ser rebatejat com a Hospital Steve Biko. La Universitat de Witwatersrand té un Steve Biko Center for Bioethics. A Salvador, Bahia, es va establir un institut Steve Biko per promoure l'assoliment educatiu entre els afrobrasilers pobres. El 2012, l'Institut Cultural de Google va publicar un arxiu en línia que contenia documents i fotografies propietat de la Fundació Steve Biko. El 18 de desembre de 2016, Google va marcar el que hauria estat el 70è aniversari de Biko amb un Google Doodle.
Enmig del desmantellament de l'apartheid a principis de la dècada de 1990, diversos partits polítics van competir pel llegat de Biko, i diversos van dir que eren el partit que Biko donaria suport si encara estigués viu. AZAPO en particular va reclamar la propietat exclusiva de Black Consciousness. El 1994, l'ANC va publicar un cartell de campanya suggerint que Biko havia estat membre del seu partit, cosa que no era veritat. Després de la fi de l'apartheid, quan l'ANC va formar el govern, van ser acusats d'apropiar-se del seu llegat. L'any 2002, AZAPO va emetre un comunicat en què declarava que «Biko no era una icona neutral, apolítica i mítica» i que l'ANC utilitzava escandalosa la imatge de Biko per legitimar el seu govern dèbil.  Membres de l'ANC també han criticat l'actitud d'AZAPO envers Biko; l'any 1997, Mandela va dir que «Biko ens pertany a tots, no només a AZAPO».  En l'aniversari de la mort de Biko el 2015, delegacions tant de l'ANC com dels Economic Freedom Fighters van visitar la seva tomba de manera independent. El març de 2017, el president sud-africà Jacob Zuma va dipositar una corona de flors a la tomba de Biko per commemorar el Dia dels Drets Humans.